# Gouden angwantibo
De gouden angwantibo (Arctocebus aureus)  is een zoogdier uit de familie van de loriachtigen (Lorisidae). De wetenschappelijke naam van de soort werd voor het eerst geldig gepubliceerd door William Edward de Winton in 1902.

## Voorkomen
De soort komt voor in Centraal-Afrika, ten zuiden van de Sanaga-rivier en ten westen van de Kongo-river. Het komt voor in de landen Centraal-Afrikaanse Republiek, Congo-Brazzaville, Equatoriaal-Guinea, Gabon en Kameroen.